# 第一次靳雲鵬內閣
第一次靳雲鵬內閣成立於民國8年（1919年）11月5日，結束於民國9年（1920年）7月2日。
靳雲鵬組成的此次內閣，深受安福系的控制。靳雲鵬和徐樹錚連番鬥法，最終連發表政見的自由都沒有。靳雲鵬也因此曾經四次提出辭職，最後在皖系和直系決裂之前終於5月14日獲准告假，由薩鎮冰代理。1920年7月2日徐世昌准其辭去總理職務。

## 內閣成員
| 職位     | 姓名   | 備注 |
| -------- | ------ | ---- |
| 國務總理 | 靳雲鵬 |      |
| 外交總長 | 陸徵祥 |      |
| 內務總長 | 田文烈 | 兼任 |
| 財政總長 | 李思浩 |      |
| 陸軍總長 | 靳雲鵬 | 兼任 |
| 海軍總長 | 薩鎮冰 |      |
| 農商總長 | 田文烈 |      |
| 交通總長 | 曾毓雋 |      |
| 司法總長 | 朱深   |      |
| 教育總長 | 傅嶽棻 |      |